# Tilingia nakaiana
Tilingia nakaiana är en flockblommig växtart som beskrevs av Masao Kitagawa. Tilingia nakaiana ingår i släktet Tilingia och familjen flockblommiga växter. Inga underarter finns listade i Catalogue of Life.